# 南非鼠胎䲁
南非鼠胎䲁（學名：Fucomimus mus），為輻鰭魚綱䲁形目胎䲁科鼠胎䲁屬的一個種，分布於東南大西洋南非海域，深度0至30公尺，成魚身體顏色為紅色、綠色或棕色，幼魚體色為紅色，兩側有銀色斑塊，背鰭硬棘25-28枚、背鰭軟條2-4枚、臀鰭硬棘2枚、臀鰭軟條14-18枚，體長可達10公分，棲息在潮間帶潮池，雌魚產附著性卵，雄魚會守護卵，幼魚為浮游性，生活習性不明。